# Бранко Вукићевић
Бранко Вукићевић (рођен 18. децембра 1961. у Београду) бивши је југословенски и српски кошаркаш.
Током играчке каријере је највеће успехе остварио у дресу Цибоне. Са њима је освојио две европске титуле 1985. и 1986. године. Такође је освојио и два првенства Југославије, 1984 и 1985. године.
Са репрезентацијом Југославије освојио је бронзану медаљу на Олимпијским играма 1984. у Лос Анђелесу.
У клупској каријери је наступао за ОКК Београд, Цибону, ОКК Нови Загреб, НАП Нови Сад и за словачки Словакофарм из Пезинока где је завршио каријеру 1994. године због повреде леђа.